# Kirchwalsede
Kirchwalsede település Németországban, azon belül Alsó-Szászország tartományban. Lakosainak száma 1244 fő (2023. december 31.). Kirchwalsede Rotenburg és Hemsbünde községekkel határos.

## Népesség
A település népességének változása:
| Lakosok száma | 1150 | 1161 | 1171 | 1178 | 1204 | 1244 |
|               | 2016 | 2017 | 2019 | 2021 | 2022 | 2023 |